# Argyrtes mexicana
Argyrtes mexicana är en insektsart som beskrevs av Henri Saussure och Francois Jules Pictet de la Rive 1897. Argyrtes mexicana ingår i släktet Argyrtes och familjen grottvårtbitare. Inga underarter finns listade i Catalogue of Life.